# Evippomma squamulatum
Espèce
Synonymes
- Evippa squamulata Simon, 1898
- Evippa cristata Simon, 1910
- Evippa relicta Lawrence, 1927
- Proevippa ovambica Lawrence, 1927
- Evippa differta Lawrence, 1952

Evippomma squamulatum est une espèce d'araignées aranéomorphes de la famille des Lycosidae.

## Distribution
Cette espèce se rencontre en Afrique australe en Afrique du Sud,  en Namibie, au Botswana et au Zimbabwe.

## Description
Les femelles mesurent de 5 à 6 mm et le mâle décrit par Simon en 1910 5 mm.

## Publication originale
- Simon, 1898 : Descriptions d'arachnides nouveaux des familles des Agelenidae, Pisauridae, Lycosidae et Oxyopidae. Annales de la Société entomologique de Belgique, vol. 42, p. 1-34 (texte intégral).